# 171-я стрелковая дивизия (2-го формирования)
171-я стрелковая Идрицко-Берлинская Краснознамённая ордена Кутузова дивизия — войсковое соединение Рабоче-крестьянской Красной Армии, принимавшее участие в Великой Отечественной войне и особенно отличившееся при штурме Рейхстага.

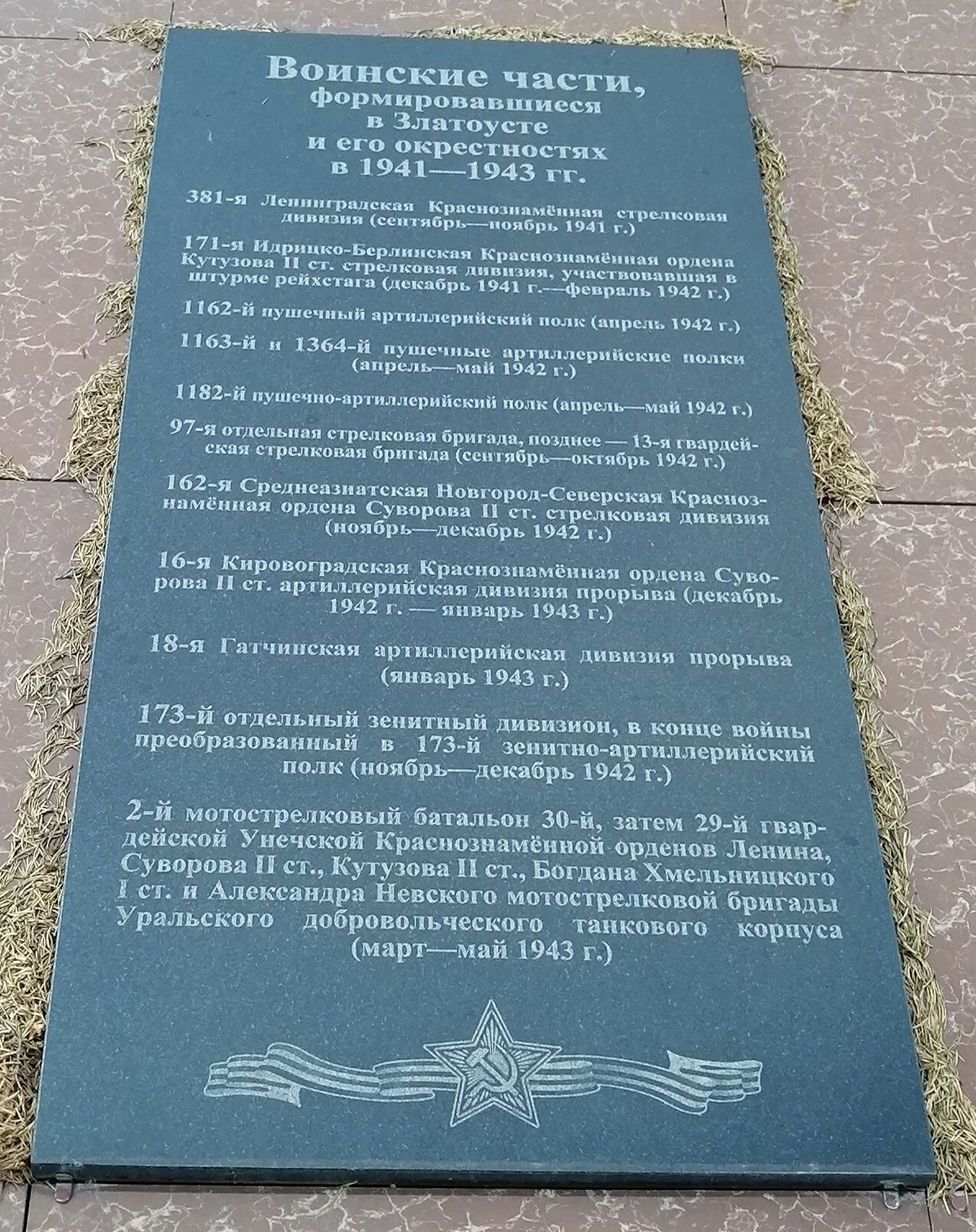
Памятная плита установленная на мемориальном комплексе славы в городе Златоуст Челябинской области, где упомянута 171-я стрелковая дивизия.

## История
Формировалась в Уральском военном округе в городах Златоуст и Куса́ Челябинской области с декабря 1941 года как 440-я стрелковая дивизия, в январе 1942 года преобразована в 171-ю стрелковую дивизию 2-го формирования. 23 февраля 1942 года дивизия получила боевое знамя. Первый бой приняла в составе 34-й армии Северо-Западного фронта 7 мая 1942 года в районе к северу - северо-востоку от деревни Кирилловщина против 1 пехотного полка дивизии СС «Мертвая голова», входившей в состав полуокруженной в районе Демянска группировки войск 16-й немецкой армии, .
В Новгородской области дивизия воевала в составе Северо-Западного фронта с апреля 1942 года по ноябрь 1943 год. За это время она потеряла более двух третей своего состава. В ноябре 1943 года 171-я дивизия была передислоцирована в район Великие Луки — Невель и вошла в состав 79-го стрелкового корпуса 3-й ударной армии 2-го Прибалтийского фронта.
С июля до ноября 1944 года дивизия принимает участие в освобождении южной части Псковской области и Латвии, за что была награждена орденом Красного Знамени. В декабре 1944 года 3-я ударная армия была передислоцирована в район восточнее Варшавы и вошла в состав 1-го Белорусского фронта. В начавшейся Висло-Одерской операции путь 171-й дивизии пролег через Варшаву на северо-запад, к реке Одер. В конце февраля 1945 года 171-я дивизия вышла к немецкому городу Зильбер, а в первых числах марта — к устью реки Одер и Балтийскому морю в районе города Кашмин. За эти бои дивизия 26 апреля 1945 года была награждена орденом Кутузова II степени.
В рамках Берлинской наступательной операции 171-я стрелковая дивизия в составе 79-го стрелкового корпуса, прорвав немецкую оборону, двинулась на Берлин, обходя его с северо-запада. 21 апреля 1945 года в шесть утра батальон старшего лейтенанта К. Я. Самсонова 380-го стрелкового полка в районе Ной-Лиденберг пересек берлинскую окружную автостраду — границу большого Берлина. 27 апреля 150-я и 171-я стрелковые дивизии вышли к реке Шпрее.
30 апреля 1945 в 21 час 45 минут части 150-й стрелковой дивизии под командованием генерал-майора В. М. Шатилова и 171-й стрелковой дивизии под командованием полковника А. И. Негоды овладели первым этажом здания рейхстага. Ранним утром 1 мая над рейхстагом был поднят штурмовой флаг 150-й стрелковой дивизии, однако бой за рейхстаг продолжался ещё весь день и только в ночь на 2 мая гарнизон рейхстага капитулировал. В этот день по приказу командира дивизии, полковника А. И. Негоды состоялся парад частей 171-й стрелковой дивизии. За бои в Берлине дивизии и её полкам было присвоено почётное звание «Берлинской».
Знамя Победы на Параде в честь 20-летия Победы впервые на Красной площади нёс Герой Советского Союза Константин Яковлевич Самсонов, бывший командир батальона 380-го стрелкового полка 171-й стрелковой дивизии. Его ассистентами были Герои Советского Союза Михаил Алексеевич Егоров и Мелитон Варламович Кантария из 756-го стрелкового полка 150-й стрелковой дивизии.
В конце 1945 года дивизия была переформирована в 16-ю механизированную Идрицко-Берлинскую Краснознамённую ордена Кутузова второй степени дивизию, оставаясь в подчинении 79-го стрелкового Берлинского корпуса. 16-я механизированная дивизия расформирована в 1947 году.

## Подчинение
| Дата            | Фронт (округ)                     | Армия             | Корпус                             | Примечания |
| --------------- | --------------------------------- | ----------------- | ---------------------------------- | ---------- |
| 01.01.1942 года | Уральский военный округ           | -                 | -                                  | -          |
| 01.05.1942 года | Северо-Западный фронт             | 34-я армия        | -                                  | -          |
| 01.03.1943 года | Северо-Западный фронт             | 27-я армия        | -                                  | -          |
| 01.05.1943 года | Северо-Западный фронт             | 34-я армия        | -                                  | -          |
| 01.09.1943 года | Северо-Западный фронт             | 34-я армия        | 14-й гвардейский стрелковый корпус | -          |
| 01.11.1943 года | Северо-Западный фронт             | 1-я ударная армия | 90-й стрелковый корпус             | -          |
| 01.12.1943 года | 2-й Прибалтийский фронт           | 3-я ударная армия | 79-й стрелковый корпус             | -          |
| 01.01.1945 года | 1-й Белорусский фронт             | 3-я ударная армия | 79-й стрелковый корпус             | -          |
| 01.10.1945 года | Группа советских войск в Германии | 3-я ударная армия | 79-й стрелковый корпус             | -          |

## Состав
- 380-й стрелковый полк;
- 525-й стрелковый полк;
- 713-й стрелковый полк;
- 357-й артиллерийский полк;
- 185-й отдельный истребительно-противотанковый дивизион;
- 1081-й гаубичный артиллерийский полк;
- 952-й отдельный зенитный артиллерийский дивизион;
- 131-я отдельная разведывательнаярота;
- 137-й отдельный сапёрный батальон;
- 140-й отдельный батальон связи;
- 119-й медико-санитарный батальон;
- 537-я отдельная рота химической защиты;
- 90-я автотранспортная рота;
- 453-я полевая хлебопекарня;
- 918-й дивизионный ветеринарный лазарет;
- 2831-я полевая почтовая станция;
- 1095-я полевая касса Государственного банка.

## Командование

### Командиры
- полковник Зобин, Богумил Иосифович — с 21 января 1942 года по 28 февраля 1943 года;
- полковник Москалик, Михаил Эммануилович — с 28 февраля 1943 года по 3 мая 1943 года;
- полковник Аксёнов, Сергей Иванович — с 3 мая 1943 года по 30 сентября 1943 года;
- полковник Порхачёв, Александр Васильевич — с 4 октября 1943 года по 18 октября 1943 года;
- полковник Мальчевский, Александр Иванович — с 19 октября 1943 года по 29 апреля 1944 года;
- полковник Негода, Алексей Игнатьевич — с 2 мая 1944 года по сентябрь 1945 года;
- генерал-майор Горбачёв, Вениамин Яковлевич — с октября 1945 по май 1946 года.

### Заместители командира
- Панов, Иван Дмитриевич (10.09.1942 — 10.10.1942), подполковник;

### Начальники штаба
- Подполковник И. Топоров - начальник штаба 171-й стрелковой дивизии

## Павшие смертью в боях за Родину, навеки зачисленные в списки дивизии
- Младший сержант Алексеенко Николай Константинович;
- Красноармеец Байда Марк Акулович;
- Сержант Бекназаров Балтабай;
- Младший лейтенант Белоногов Михаил Прокопьевич;
- Младший сержант Зимин Евгений Терентьевич;
- Младший сержант Канышев Михаил Николаевич;
- Красноармеец Малиновский Иосиф Иосифович;
- Красноармеец Поздняков Пётр Дмитриевич;
- Красноармеец Тюменцев Фёдор Григорьевич;
- Красноармеец Шамин Василий Иванович;
- Красноармеец Балахметов Молдабек.

## Награды и наименования
| Награда (наименование)             | Дата                | За что награждена |
| ---------------------------------- | ------------------- | --- |
| Почётное наименование «Идрицкая»   | 23 июля 1944 года   | присвоено приказом Верховного Главнокомандующего № 0208 от 23 июля 1944 года от за отличие в боях по освобождению Идрицы |
| Орден Красного Знамени             | 9 августа 1944 года | награждена указом Президиума Верховного Совета СССР от 9 августа 1944 года за образцовое выполнение заданий командования в боях с немецкими захватчиками, за овладение городами Даугавпилс (Двинск) и Резекне (Режица) и проявленные при этом доблесть и мужество. |
| Орден Кутузова II степени          | 26 апреля 1945 года | награждена указом Президиума Верховного Совета СССР от 26 апреля 1945 года за образцовое выполнение заданий командования в боях с немецкими захватчиками при овладении городами Голлнов, Штепениц, Массов и проявленные при этом доблесть и мужество.              |
| Почётное наименование «Берлинская» | 11 июня 1945 года   | присвоено приказом Верховного Главнокомандующего № 0111 от 11 июля 1945 года за отличие в боях за овладение Берлином |

Награды частей дивизии:
- 380-й стрелковый Берлинский[5] ордена Суворова[6] полк;
- 525-й стрелковый Померанский Краснознамённый[7] полк;
- 713-й стрелковый Берлинский[5] ордена Кутузова[6] полк;
- 357-й артиллерийский Берлинский[5]ордена Богдана Хмельницкого (IIстепени)[8] полк;
- 185-й отдельный истребительно-противотанковый Берлинский[5] ордена Александра Невского[6] дивизион;
- 1081-й гаубичный артиллерийский Рижский полк;
- 952-й отдельный зенитный артиллерийский Верхне-Днепровский Краснознамённый ордена Александра Невского дивизион;
- 137-й отдельный сапёрный Берлинский[5] батальон;
- 140-й отдельный Берлинский[5] батальон связи;

## Отличившиеся воины дивизии
| Награда | Ф. И. О.                       | Должность                                                                                   | Звание            | Дата награждения | Примечания |
| ------- | ------------------------------ | ------------------------------------------------------------------------------------------- | ----------------- | ---------------- | ---------- |
|         | Ивасик, Михаил Адамович        | командир стрелкового батальона 380-го стрелкового полка                                     | капитан           | 24 марта 1945    | Посмертно  |
|         | Негода, Алексей Игнатьевич     | командир 171-й стрелковой дивизии                                                           | полковник         | 29 мая 1945      | -          |
|         | Руднев, Сергей Васильевич      | командир 185-го отдельного истребительно-противотанкового артиллерийского дивизиона         | майор             | 31 мая 1945      | -          |
|         | Самсонов, Константин Яковлевич | командир стрелкового батальона 380-го стрелкового полка                                     | старший лейтенант | 8 мая 1946       | -          |
|         | Сотников, Александр Тимофеевич | начальник политического отдела 171-й стрелковой дивизии                                     | подполковник      | 15 мая 1946      | -          |
|         | Толкачёв, Михаил Фёдорович     | командир батареи 185-го отдельного истребительно-противотанкового артиллерийского дивизиона | старший лейтенант | 31 мая 1945      | -          |
|         | Ширяев, Павел Николаевич       | командующий артиллерией 171-й стрелковой дивизии                                            | подполковник      | 31 мая 1945      | -          |

## Память
В декабре 1992 года в Златоусте на здании бывшего штаба 171-й стрелковой дивизии (ул. Косотурская, 14) открыта мемориальная доска в честь дивизии. В 2011 году проходила акция, в рамках которой приняли участие все города и районы Челябинской области, направленная на сбор средств для установки памятного обелиска на братском захоронении воинов-южноуральцев 171-й дивизии на Валдае в Новгородской области.